# Wolfsschlucht I

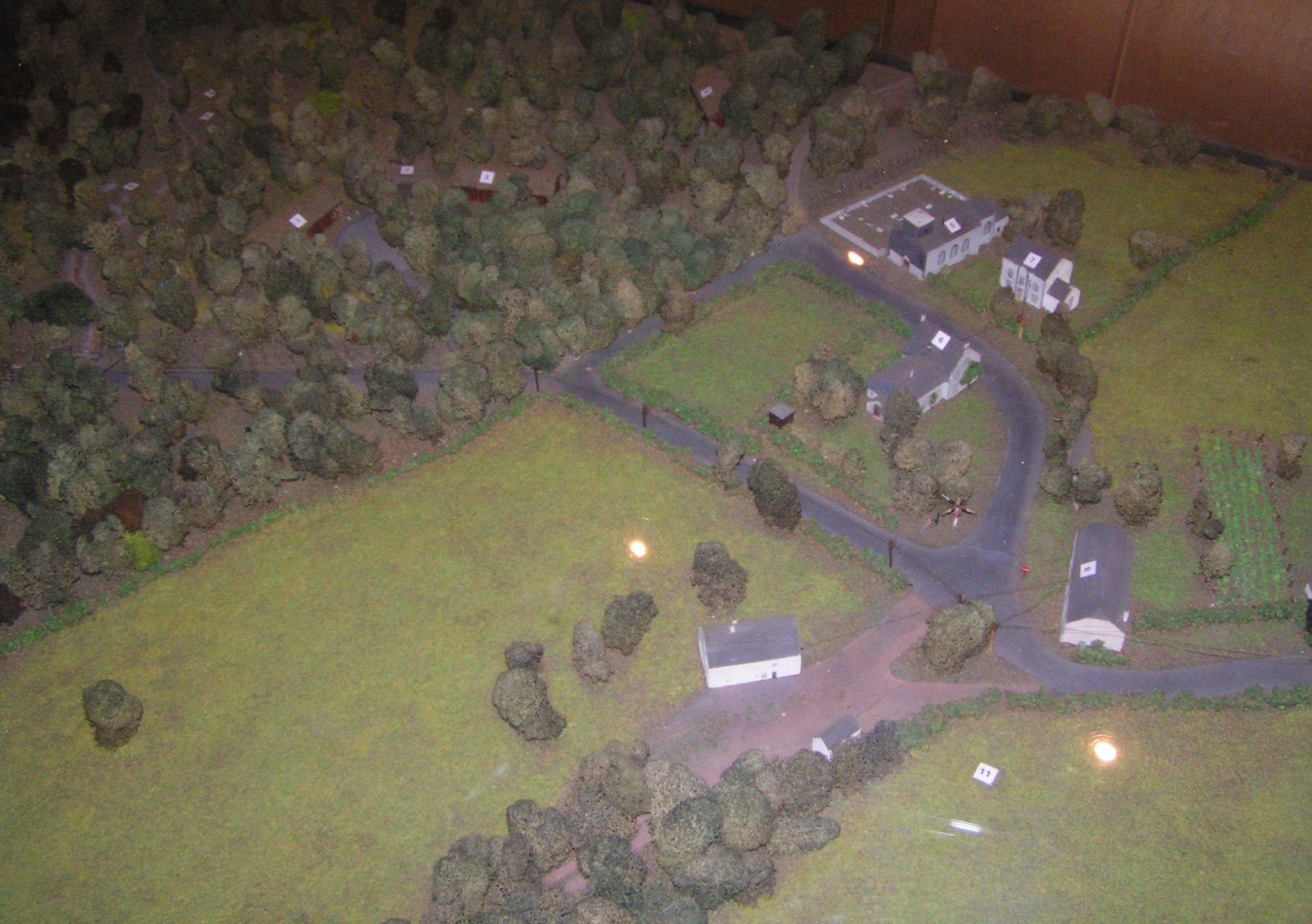
Maquette du village de Brûly aménagé comme Ravin du loup en juin 1940

Le Wolfsschlucht I (le « Ravin du Loup » ou la « Gorge du Loup ») est le nom de code utilisé par les Allemands pour désigner leur Grand Quartier général durant la campagne de France de juin 1940. Dans la région du Brûly-de-Pesche où il se trouve (dans la Fagne belge), il est communément appelé « Abri de Hitler ».  
Un second « Ravin du Loup » (le Wolfsschlucht II) a été construit plus tard à Margival dans l'Aisne en France.
Enfin, un troisième « Ravin du Loup » W3 a été construit en 1942 et 1943 dans le tunnel ferroviaire de Saint-Rimay, dans le Loir-et-Cher en France.

## Localisation
L'Abri de Hitler est caché dans un bois à proximité du petit village isolé du Brûly-de-Pesche à une dizaine de kilomètres de la frontière française. Le village est une vaste clairière au milieu de la grande forêt d'Ardenne. C'est l'un des vingt Quartiers généraux du Führer (Führerhauptquartiere ou FHQ) dont Adolf Hitler a entrepris la construction en Allemagne et en Europe occupée dans le but d'être proche des zones de combat.
L'état-major de l'Armée de terre se trouvait à Chimay à une dizaine de kilomètres au nord-ouest du village.

Carte des différents Führerhauptquartiere.

## Histoire

### Construction
Le Brûly-de-Pesche, comme 28 villages et villes des alentours, est vidé de ses 119 habitants. La construction de l'Abri est achevée en un mois par 200 hommes de l'Organisation Todt employés du 25 mai au 6 juin 1940. On y construit trois chalets de style bavarois (un est réservé à Hitler, un autre, surnommé le Kasino sert de mess et le troisième d'état-major), deux bunkers de 7 × 7 m contenant une salle de 2 × 3 m (un troisième bunker n'est pas achevé) dans le sous-bois. Hitler donne à l'ensemble le nom de Wolfsschlucht (« Ravin du Loup »).
Les bâtiments du village sont investis et transformés : l'église devient une salle de cinéma et la partie haute de son clocher est démontée et remplacée par une citerne d'eau. Hitler y regarde et censure les films d'actualité. C'est également dans l'église qu'est préparé l'armistice du 22 juin 1940 de la France signé en forêt de Compiègne le 22 juin 1940.
L'école sert de salle des cartes et de logement pour Wilhelm Keitel et Alfred Jodl. Une petite piste d'atterrissage est aménagée à Regniowez. L'estaminet sur la place publique, rebaptisé Wolfspalast, est le siège du service de presse d'Otto Dietrich. Le presbytère accueille les aides de camp. Une ferme à proximité de la place sert de Kommandantur.
À proximité des chalets sont également construits une piscine et un oratoire en forme d'oméga. On retrouve également une fontaine dédiée à saint Méen dont la légende veut que l'eau guérisse des maladies de la peau. 

### Présence d'Hitler
La zone, interdite aux civils, est gardée par 26 officiers, 185 sous-officiers et 750 soldats. L'arrivée de Hitler le 6 juin 1940 est tenue secrète pour garantir sa sécurité. Son petit avion atterrit à Regniowez, un village au-delà de la frontière française, à une dizaine de kilomètres au sud du Brûly-de-Pesche. Il est présent au Wolfsschlucht I du 6 juin au 17 juin, du 19 au 25 juin ainsi que le 27 juin, date à laquelle il quitte le Brûly-de-Pesche pour le Tannenberg et n'y revient plus. Les bunkers proprement dits ne seront jamais occupés.

## Musée
Depuis 1981, l'Abri de Hitler est la propriété de la commune de Couvin. Deux des trois chalets ont été reconstruits à l'identique et abritent un musée de la Résistance.

## Galerie photos

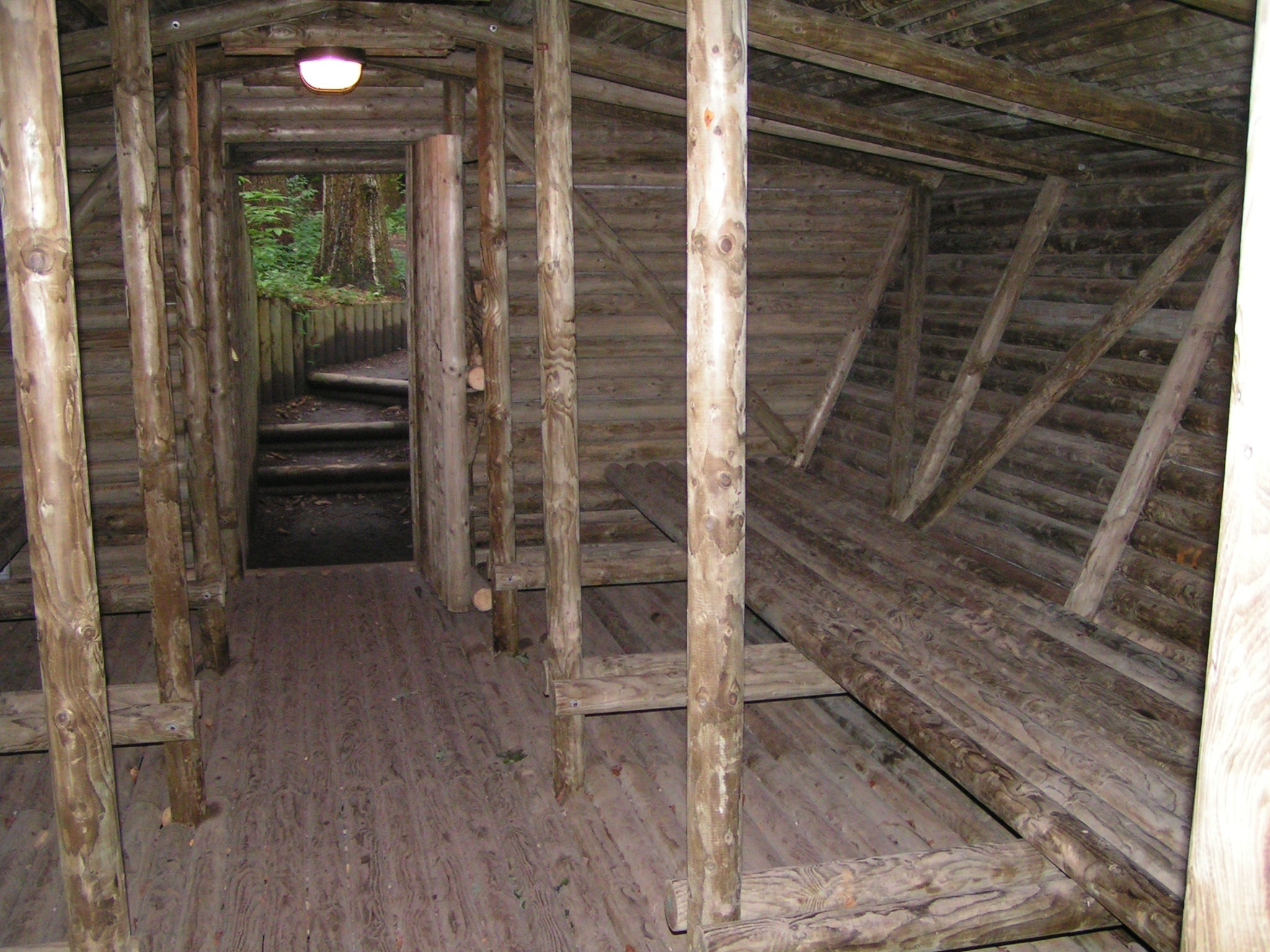
Cagna reconstituée (abri en forêt utilisé par les résistants).
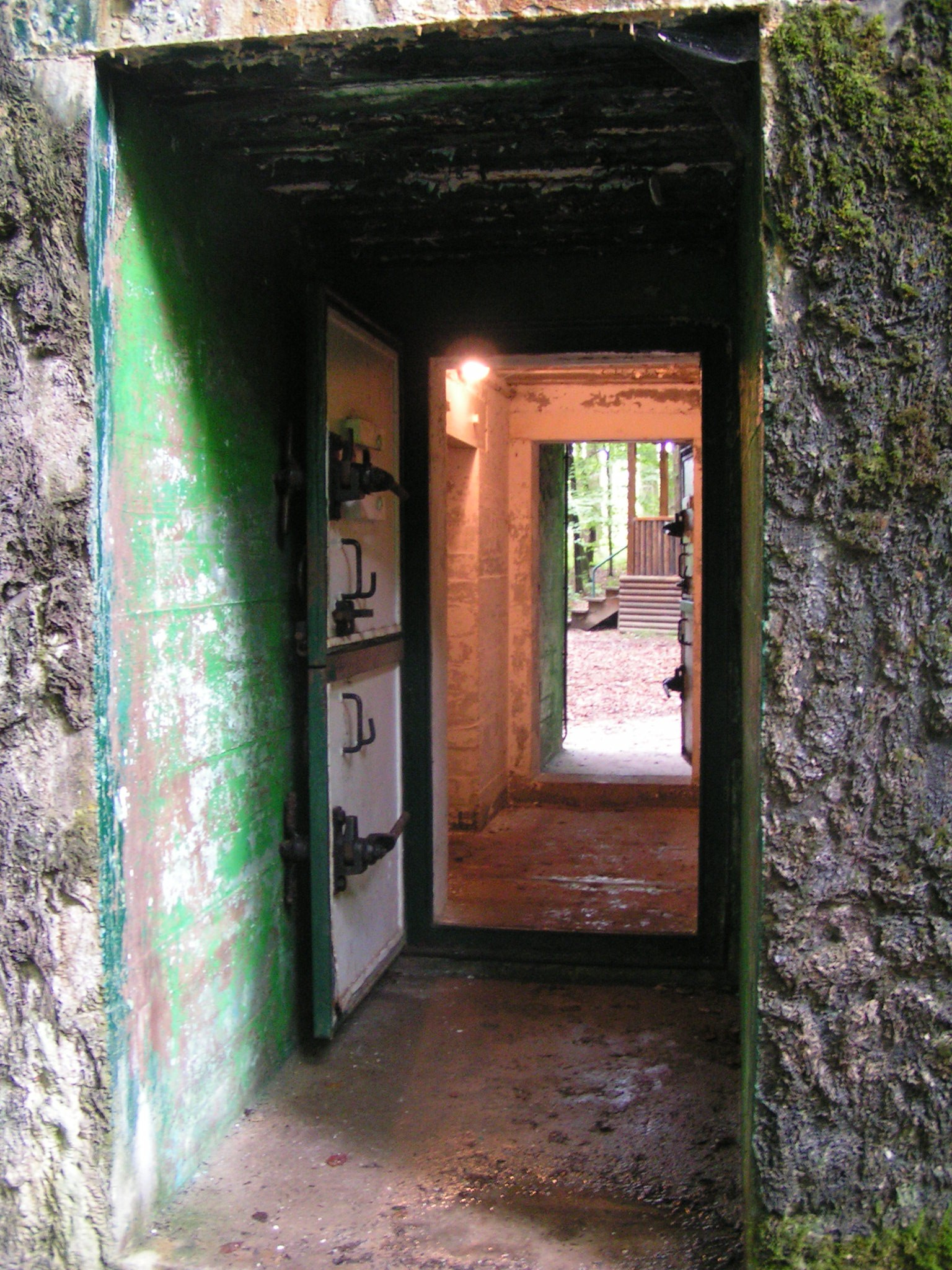
Intérieur du bunker.